# Coupe du monde de roller de vitesse 2015
Navigation
Édition précédente Édition suivante
La Coupe du monde de roller de vitesse 2015 ou World Inline Cup 2015 se déroule du 31 mai au 20 juin 2015.

## Podiums étapes
| Etape | Date         | Classe  | Lieu    | Série | Vainqueur          | 2e               | 3e                 |
| ----- | ------------ | ------- | ------- | ----- | ------------------ | ---------------- | ------------------ |
| 1     | 31 mai 2015  | Class 1 | Rennes  | F     | Juliette Pouydebat | Aleksandra Goss  | Clémence Halbout   |
| 1     | 31 mai 2015  | Class 1 | Rennes  | H     | Bart Swings        | Ewen Fernandez   | Martin Ferrié      |
| 2     | 14 juin 2015 | Class 1 | Dijon   | F     | Guo Dan            | Katharina Rumpus | Juliette Pouydebat |
| 2     | 14 juin 2015 | Class 1 | Dijon   | H     | Bart Swings        | Ewen Fernandez   | Peter Michael      |
| 3     | 20 juin 2015 | Class 1 | Ostrava | F     | Juliette Pouydebat | Aleksandra Goss  | Kateřina Novotná   |
| 3     | 20 juin 2015 | Class 1 | Ostrava | H     | Peter Michael      | Bart Swings      | Jakob Ulreich      |

## Classement final
| Épreuves | Or                 | Argent          | Bronze           |
| -------- | ------------------ | --------------- | ---------------- |
| Femmes   | Juliette Pouydebat | Aleksandra Goss | Katharina Rumpus |
|          |                    |                 |                  |
| Hommes   | Bart Swings        | Peter Michael   | Ewen Fernandez   |